# Dubrivka, Brusîliv
Dubrivka (în ucraineană Дубрівка) este un sat în comuna Iastrubenka din raionul Brusîliv, regiunea Jîtomîr, Ucraina.

## Demografie
Componența lingvistică a localității Dubrivka
     Ucraineană (100%)
Conform recensământului din 2001, toată populația localității Dubrivka era vorbitoare de ucraineană (100%).